# Habib Meïté
Abdel Habib Jacob Meïté (3 gennaio 1991) è un calciatore ivoriano, centrocampista dell'Al-Shat.

## Carriera

### Club
La sua carriera da calciatore professionista inizia nel 2010, quando debutta con la maglia dell'Étoile du Sahel: alla sua prima stagione con il club tunisino colleziona, in totale, 11 presenze. La stagione successiva lo ritrae tra i protagonisti della prima squadra: infatti conquista la maglia da titolare, inamovibile, ritenuto un elemento fondamentale della squadra di Susa. Il 22 novembre 2011 rimedia il suo primo cartellino giallo, in carriera, ricevuto in occasione del match giocato contro l'Hammam-Lif.